# Ragnar Holm
Ragnar Holm, född 6 maj 1879 i Skara, död 2 februari 1970 i St Marys i Elk County, Pennsylvania i USA, gravsatt på gamla kyrkogården i Skara, var en svensk fysiker och forskare inom elektroteknik, som delvis var verksam i Tyskland och USA.
Holm blev 1905 filosofie licentiat vid Uppsala universitet och disputerade där 1908 för filosofie doktorsgrad. Han studerade vid Göttingens universitet 1906-1908. Efter att 1908-1909 ha varit läroverkslektor i Stockholm, arbetade han 1909-1919 som fysiker vid Siemens & Halske i Berlin. 1919-1921 var han fysiker och lärare vid Telegrafverkets undervisningsanstalt i Stockholm, och 1921-1927 lektor vid tekniska gymnasiet i Örebro. 1927-1945 arbetade han åter vid Siemens & Halske. Från 1947 var han konsulterande fysiker vid Stackpole Carbon Company i St. Marys, Pennsylvania, USA.
Holms forskningsområde var dels elektriska urladdningar, men framför allt elektrisk kontakt, där han var en världsledande auktoritet. Hans bok Electric contact, som utkom i sin första utgåva 1946, används i sin fjärde upplaga från 1967 fortfarande som ett standardverk inom området.
Vid Kungliga Tekniska högskolans bibliotek finns en särskild litteratursamling (Holm-samlingen) med anknytning till Ragnar Holms forskning.
Han var far till konstnären Gudrun Holm.

## Priser
1971, året efter Holms död, inrättade IEEE The Ragnar Holm Scientific Achievement Award ("Ragnar Holm Award") för insatser inom elektrisk kontakt. Priset har utdelats årligen sedan 1972.

## Hedersutmärkelser
Kungliga Tekniska högskolan är förvaltare för Fysikern fil dr Ragnar Holms stiftelse i Kungliga Tekniska Högskolan. Stiftelsens uteslutande ändamål skall vara att för all framtid hedra fysikern Ragnar Holms minne genom att stödja och belöna vetenskaplig forskning inom ett brett område, främst innefattande teknisk fysik och närstående vetenskaper, även teknikhistoria, med företräde så långt som möjligt för arbeten som ligger nära Ragnar Holms verksamhet och livsgärning. 